# Mnemosyne cixioides
Mnemosyne cixioides är en insektsart som först beskrevs av Maximilian Spinola 1852.  Mnemosyne cixioides ingår i släktet Mnemosyne och familjen kilstritar. Inga underarter finns listade i Catalogue of Life.